# مقبض لعب

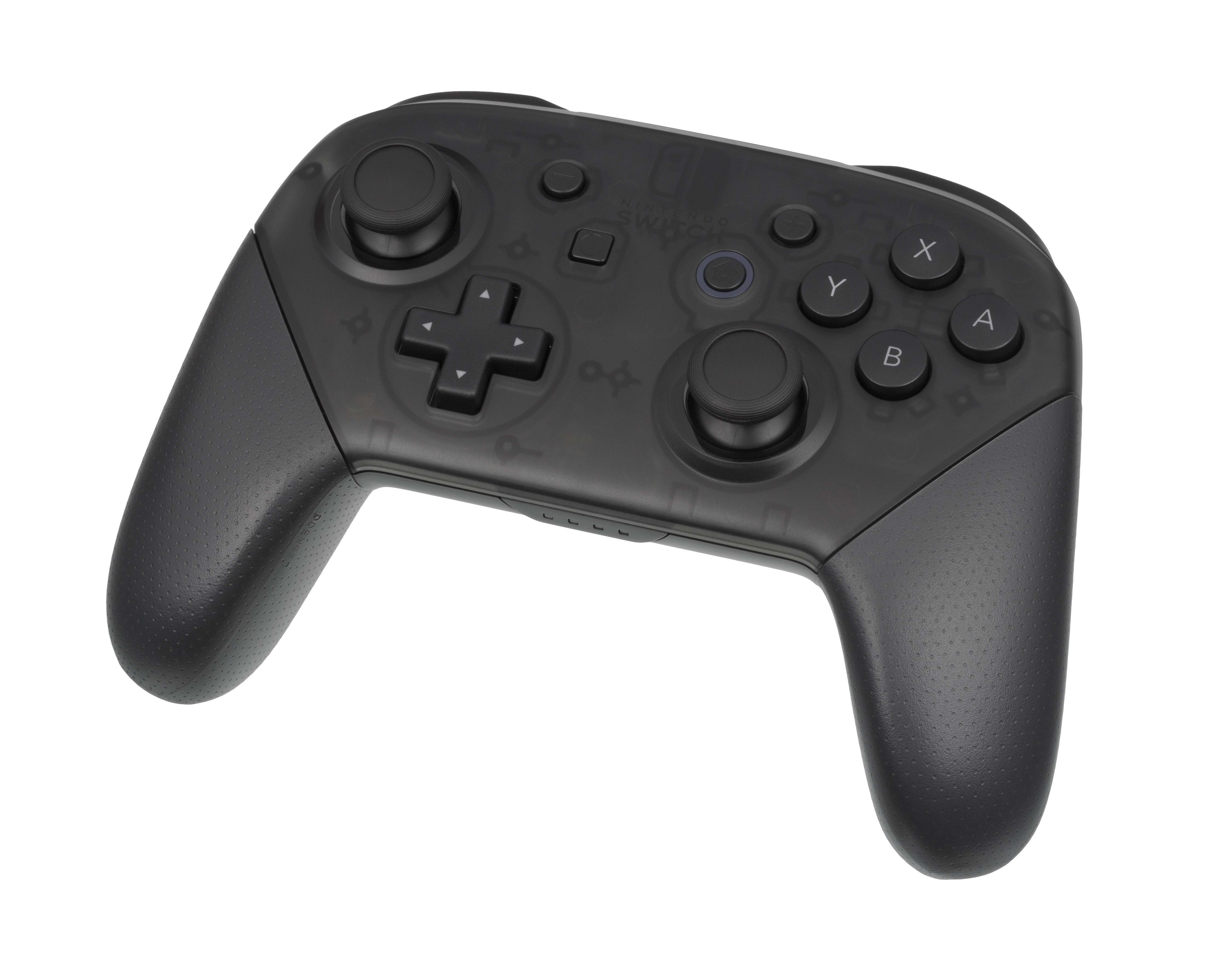
جهاز تحكم نينتندو سويتش برو، مقبض لعب عصري نموذجي

مقبض لعب أو قبضة لعب أو لُوَيْحَة لُعب أو وسادة الألعاب (بالإنجليزية: Gamepad أو Joypad)‏ وينقحر: غيم باد وجوي باد، وهو نوع من أنواع جهاز تحكم بألعاب الفيديو الذي يتحكم مابين اليدين، بحيث يستخدم الأصابع (وأيضاً الإبهام) لنقر المفتاح الذي يختاره اللاعب.
أول ظهور لمقبض لعب كان في أواخر الستينيات.